# Дильк, Эмилия-Фрэнсис
Эмилия-Фрэнсис Дильк (Дилк, до замужества — Эмилия-Фрэнсис Стронг, в первом замужестве — Паттисон) (англ. Emily Francis Dilke; 2 сентября 1840, Илфракомб, Девон — 23 октября 1904) — английская писательница, искусствовед, литературный критик, профсоюзный деятель, феминистка.

## Биография
Дочь управляющего банком. Обучалась в Королевском колледже искусств в Лондоне. В 1861 году вышла замуж за Марка Паттисона, ректора Линкольн-колледжа Оксфордского университета, который был старше её на 27 лет.
С 1870-х годов участвовала вместе с Уильямом Моррисом и Джоном Рёскином в борьбе за права женщин.
После смерти мужа в 1884 году вышла повторно замуж за баронета Чарльза Дилька в 1885 году, с тех пор была известна как леди Дильк.
С момента основания в 1874 году в течение многих лет до самой смерти была президентом Женской профсоюзной лиги (WTUL).

## Творчество
Одна из первых женщин-искусствоведов в Великобритании.
С 1868 года с успехом стала помещать статьи по художественной критике в «Saturday Review», «Westminster Review» (в котором ей принадлежит обзор книг по искусству за 1872—1875 г.), «The Magazine of art» и др. Сотрудничала с многими другими английскими и французскими журналами. Писала о парижских салонах, была особенно увлечена творчеством Гюстава Курбе и Эдуарда Мане.
Специализировалась на французском декоративно-прикладном искусстве XVIII-го века, о котором опубликовала с 1899 года серию книг.
Напечатала в «Annual Register» (1879—1885) ряд очерков политической жизни во Франции и Италии.

## Избранные труды
- «The Renaissance in France» (1879),
- «Claude Lorrain, d’après des documents inédits» (1884, в «Bibliothèque internationale de l’Art»)
- «Art in the Modern State, a study of art in the period of Louis XIV» (1888).
- «French Painters of the Eighteenth Century», London: G. Bell, 1899
- «French Architects and Sculptors of the Eighteenth Century», London: G. Bell, 1900
- «French Engravers and Draftsmen of the XVIIIth Century», London: G. Bell, 1902
- «French Furniture and Decoration in the Eighteenth Century», London: G. Bell 1901
- «The Shrine of Death and Other Stories», London, 1886
- «The Shrine of Love and Other Stories», London, 1891
- «The Book of the Spiritual Life, with a memoir of the author», 1905